# アリーヴァルディー・ハーン
アリーヴァルディー・ハーン（ベンガル語：আলীবর্দী খাঁ, Alivardi Khan, 1671年5月10日以前 - 1756年4月9日）は、東インドのベンガル太守（在位：1740年 - 1756年）。アラーヴァルディー・ハーン（Allahvardi Khan）とも呼ばれる。また、ハーシム・ウッダウラ（Hashim ud-Daula）、マハーバト・ジャング（Mahabat Jung）の称号でも知られる。

## 生涯

### 即位以前

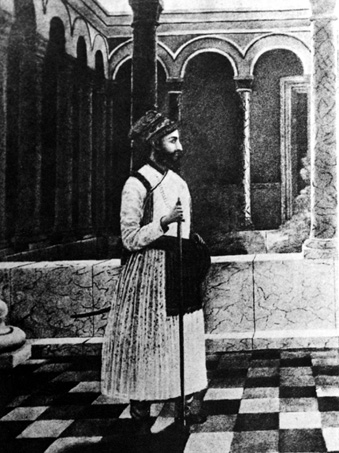
若き日のアリーヴァルディー・ハーン

1671年5月10日以前、アリーヴァルディー・ハーンはデカン地方で生まれた。父はシャー・クリー・ハーンという人物で、母はナワーブ・アキール・ハーン・アフシャールという人物の娘であった。母の家系であるアフシャール族はトルコ系の種族で、18世紀にアフシャール朝を創始したナーディル・シャーもこの種族の出身であった。
1707年6月、アリーヴァルディー・ハーンの主人であったアーザム・シャーが戦闘で死亡したため、彼はオリッサのカタックへと向かった。
1720年以降、ベンガル太守ムルシド・クリー・ハーンの娘シュジャー・ウッディーン・ムハンマド・ハーンに仕えて、その副官となった。
1727年にムルシド・クリー・ハーンが死亡した際、彼ともに政権を得るためにムルシダーバードへと進軍し、その太守位の獲得の一助をになった。
1728年から1733年まで、アリーヴァルディー・ハーンはラージマハルのファウジュダールの地位にあり、同年にはビハールの副太守に任命され、マハーバト・ジャングの称号を与えられた。

### 太守位の強奪
1739年8月26日、シュジャー・ウッディーン・ムハンマド・ハーンが死ぬと、その息子サルファラーズ・ハーンが新たな太守となった。だが、アリーヴァルディー・ハーンは太守位を狙うようになり、1740年3月に反旗を翻した。
同年4月26日、アリーヴァルディー・ハーンとサルファラーズ・ハーンの両軍はベンガル地方の小村ギリヤーで激突したが、サルファラーズ・ハーンは武将アーラム・チャンド裏切られて敗れ、そのまま戦死した（ギリヤーの戦い）。これにより、彼はベンガル太守位の簒奪に成功し、ナーシリー朝に代わってアフシャール朝が成立した。
その後、アリー・ヴァルディー・ハーンは、ムガル帝国の皇帝ムハンマド・シャーにより、新たなベンガル太守に任命された。

### マラーターの略奪と国力の疲弊

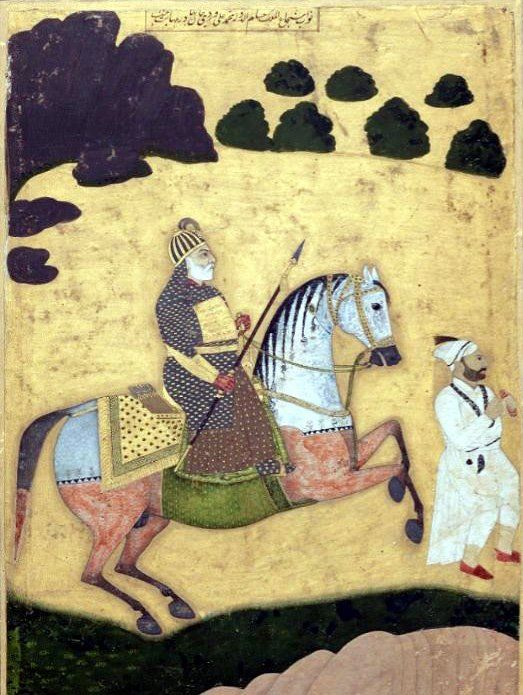
アリーヴァルディー・ハーン

1741年3月、太守アリーヴァルディー・ハーンは、攻め込んできた隣国オリッサに勝ち、その領土を奪った。だが、敗れたオリッサ太守のルスタム・ジャングはマラーター同盟のボーンスレー家に援助を求めた。
これにより、マラーターはベンガルへと侵攻し、豊かなこの地方の物資を略奪しはじめたが、アリーヴァルディー・ハーンは初期の侵攻をなんとか食い止めた。だが、マラーターはこのベンガル略奪に味をしめ、ベンガルそのものが滅ばない程度に毎年ベンガルのあらゆる場所へ、何度も何度も略奪を繰り返すようになった（マラーターのベンガル遠征）。
その後、1751年5月、ベンガル太守アリーヴァルディー・ハーンはマラーターと講和し、10年にも及ぶ略奪に終止符を打った。だが、その条約ではベンガルはスバルナレーカー以遠のオリッサの領土割譲を約したばかりか、ベンガルとオリッサの両州から毎年チャウタ（諸税の四分の一を徴収する権利）を支払うことなども約束させられた。
だが、翌年にマラーターはこの条約を無視してオリッサに攻め入り、その全土を自らの領土に加えた。

### イギリスとの関係

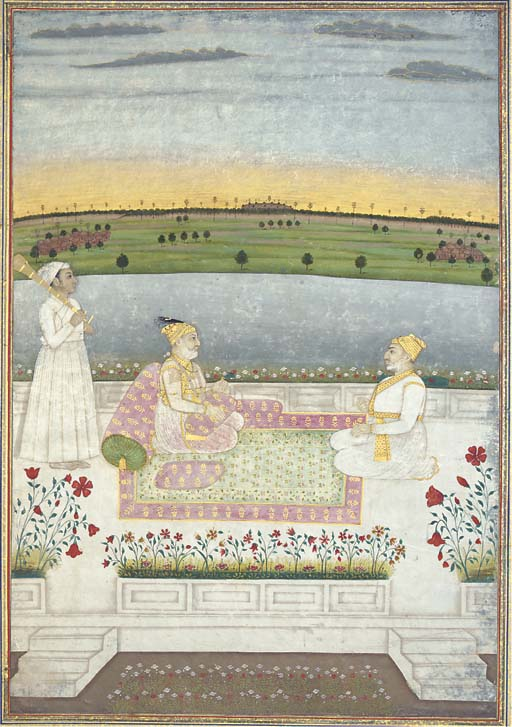
アリーヴァルディー・ハーンと廷臣

17世紀後半以降、イギリスとフランスはインド各地に拠点を築き、そのうちの一つであったベンガルでは、18世紀になるとそれぞれの拠点で睨み合っていた。とくにイギリスはマラーターの襲撃に乗じ、そのさなかにウィリアム要塞の強化に乗り出した。
しかし、アリーヴァルディー・ハーンはイギリスとフランス、オランダといったヨーロッパ諸国の貿易活動により、ベンガルの経済が支えられていることを知っており、これらの貿易活動を認めていた。これが絶え間ない危機にあったベンガルに繁栄をもたらした。
そのかわり、イギリス、フランスがヨーロッパでの紛争を持ち込まぬよう最大限努力し、とくにイギリスには自身が保護を与えるので要塞の増築をやめるように説いた。また、外国人がベンガル国内における争いに介入して勢力を拡大しないよう、細心の注意も払っていた。とはいえ、彼らがメンツを失うような要求はせず、また強い立場に出ることもなかった。
アリーヴァルディー・ハーンはまた、衰退の一途たどっていたムガル帝国がイギリス、フランスが国内で勢力を拡大することを阻止するだけの軍事力がないことを理解していた。彼自身は「蜂蜜を利用できる蜂も、巣に手を突っ込めば逆に刺し殺されることがある」と家臣に言い聞かせていた。

### 死

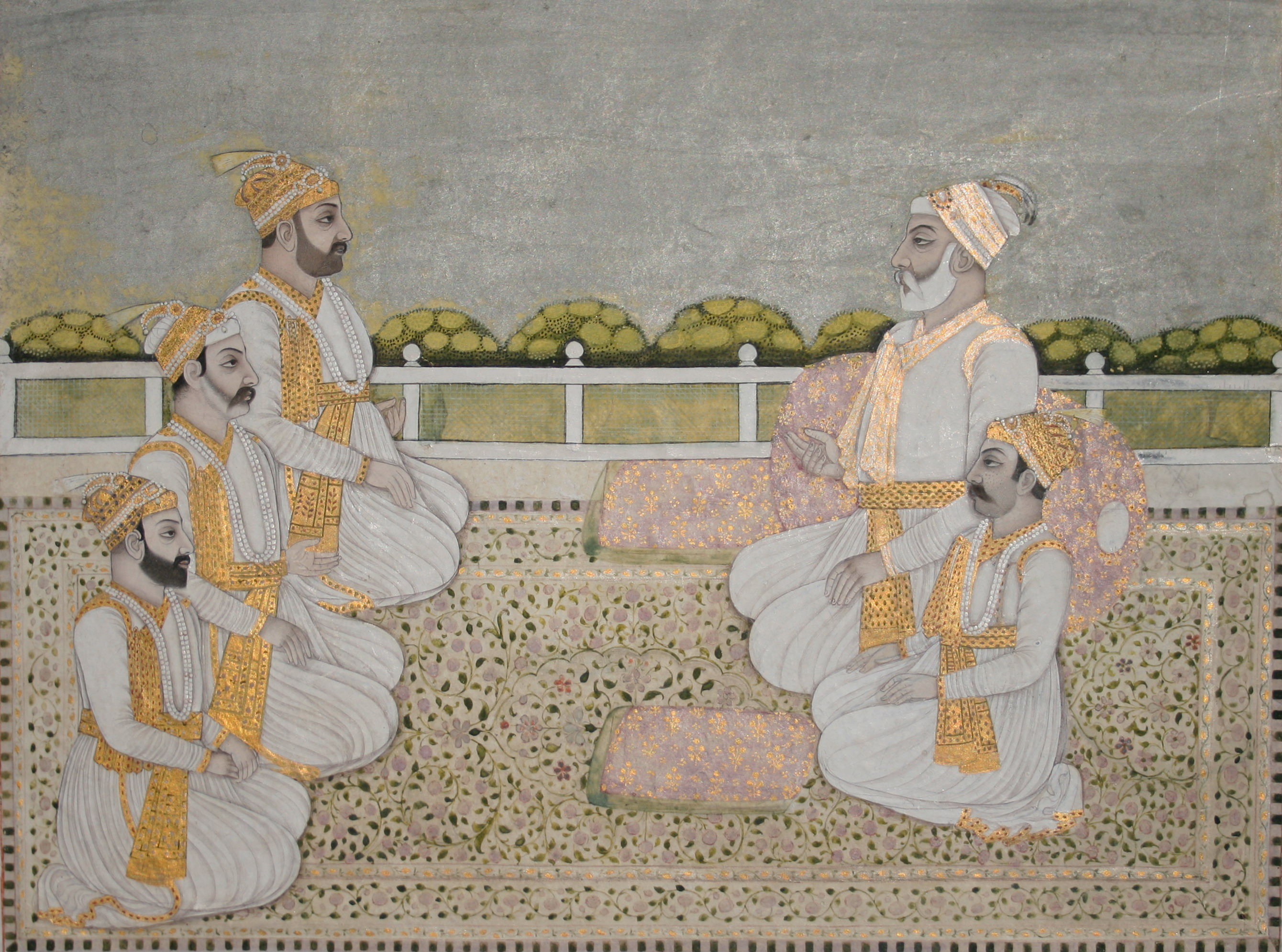
アリーヴァルディー・ハーンと孫のシラージュ・ウッダウラ

1756年4月9日、アリーヴァルディー・ハーンは死亡し、孫のシラージュ・ウッダウラが太守位を継承した。
だが、シラージュ・ウッダウラの継承に反対する敵対者が現れ、当のシラージュ・ウッダウラも気性が激しかったため、アリーヴァルディー・ハーンが恐れていたイギリスとフランスの介入を招いてしまった。